# Vampiri nella cultura popolare

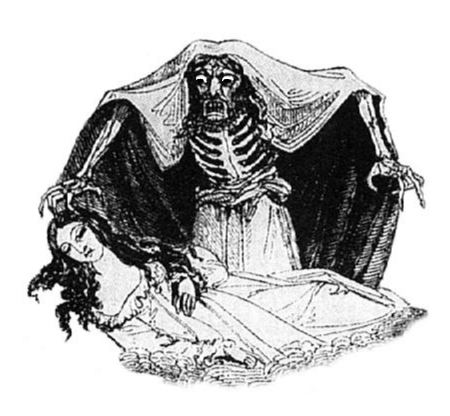
Particolare del frontespizio di Varney the Vampire, or the Feast of Blood, una storia gotica pubblicata a Londra nel 1847. È uno dei primi romanzi inglesi ad avere come tema il vampirismo.

A partire dal XIX secolo i vampiri sono stati oggetto di sempre più frequenti rivisitazioni letterarie, cinematografiche e televisive.
Le prime opere di fantasia furono alcune poesie del XVIII secolo e altri racconti brevi del XIX secolo, il più influente dei quali è Il vampiro di John Polidori (1819), che narrava del vampiro Lord Ruthven. Il personaggio venne poi ripreso da alcune opere teatrali, in cui interpretava il ruolo di anti-eroe. Il tema vampiresco continuò con penny dreadful (pubblicazioni seriali economiche di racconti) come Varney il vampiro (1847) è culminò con il romanzo vampiresco più celebre di tutti i tempi: Dracula (1897), scritto da Bram Stoker.
Col passare del tempo, alcune caratteristiche non presenti nel folclore originale sono state incorporate nel profilo del vampiro: canini appuntiti e vulnerabilità alla luce del sole apparirono per la prima nel XIX secolo con i denti sporgenti di Varney il vampiro e del Conte Dracula e la paura della luce del giorno del vampiro Nosferatu di Friedrich Wilhelm Murnau (1922). Il mantello apparve in produzioni teatrali degli anni venti del XX secolo, con un alto collare bianco introdotto dallo sceneggiatore Hamilton Deane per aiutare Dracula a svanire dal palcoscenico. Lord Ruthven e Varney, inoltre, potevano essere curati dalla luce della luna. L'immortalità è un attributo presente anche nel folclore originario, anche se non sempre in modo esplicito, ed è largamente usato nelle opere cinematografiche e letterarie moderne.

## Letteratura

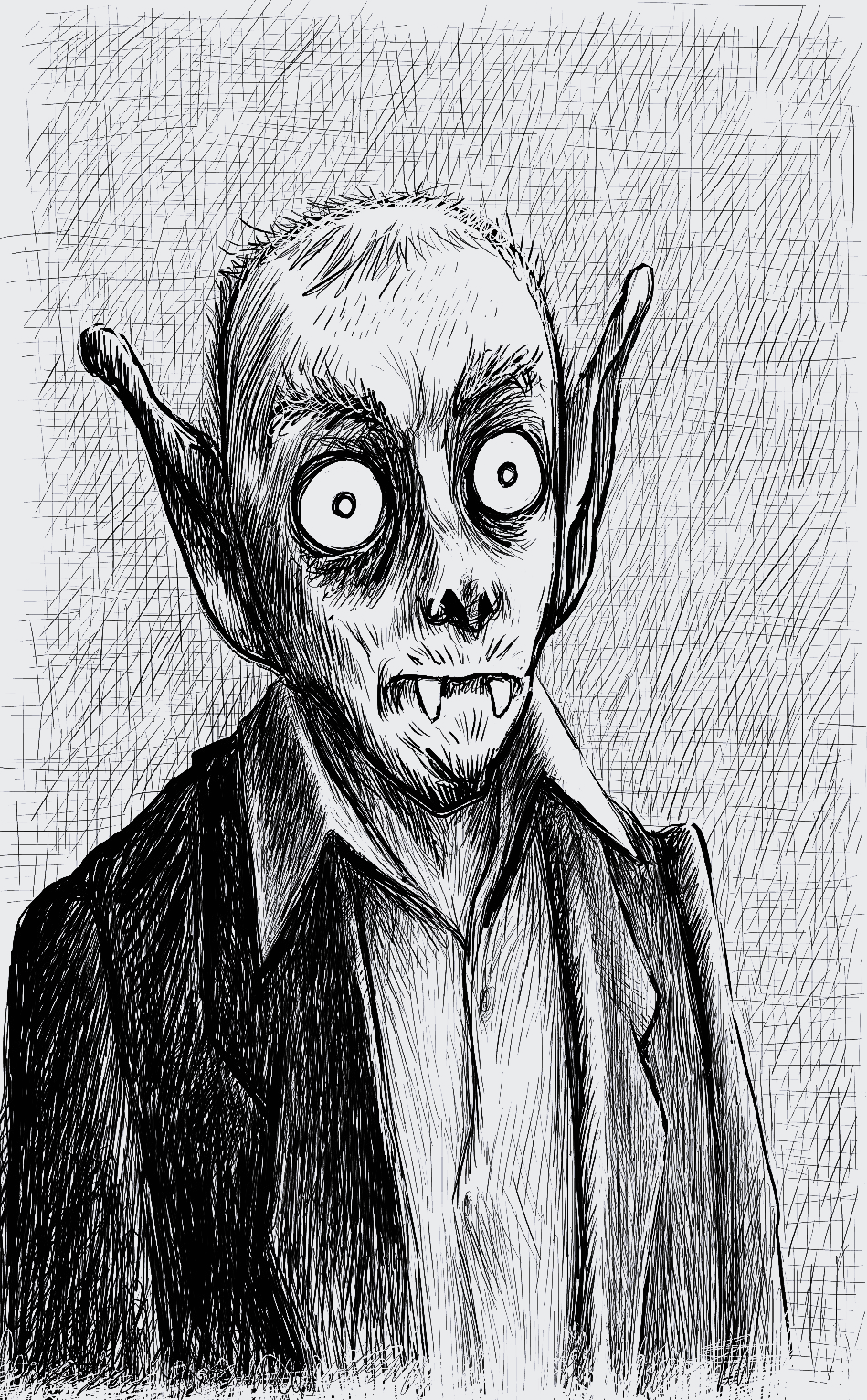
Disegno raffigurante un vampiro

I vampiri (o revenant) apparirono per la prima volta in poemi come The Vampire, Der Vampir in tedesco, lingua originale (1748) del poeta tedesco Heinrich August Ossenfelder; Lenore, Lenora (1773) di Gottfried August Bürger, Die Braut von Corinth (La sposa di Corinto) (1797) di Johann Wolfgang von Goethe, Christabel, Cristabel in italia, mai completato da Samuel Taylor Coleridge e Il Giaurro (1813) di Lord Byron. A Byron viene inoltre attribuita la prima opera di fantasia in prosa sui vampiri: Il vampiro (1819). In realtà il racconto venne scritto dal medico personale di Byron, John Polidori, che adattò un enigmatico racconto frammentario sul suo illustre paziente. La personalità dominante di Byron, mediata dall'amante Lady Caroline Lamb nel suo poco lusinghiero romanzo a chiave Glenarvon (una fantasia gotica basata sulla vita selvaggia di Byron), venne usata come modello da Polidori per la creazione del non morto protagonista Lord Ruthven. The Vampyre ebbe grande successo e fu l'opera più influente agli inizi del XIX secolo.
Varney il vampiro è un popolare romanzo gotico scritto da James Malcolm Rymer (talvolta attribuito a Thomas Preskett Prest), punto di riferimento nell'horror dell'era vittoriana, che apparve tra il 1845 e il 1847 in una serie di pamphlet chiamati penny dreadful per via del loro costo (un penny ciascuno) e del contenuto macabro (dreadful appunto). La storia venne pubblicata in un libro nel 1847, caratterizzato da suspense e vivide descrizioni delle vicende horror di Varney. Sheridan Le Fanu scrisse la storia di una vampira lesbica di nome Carmilla (1871). Come Varney prima di lei, Carmilla venne descritta positivamente, mentre la sua condizione viene accentuata.
Nel breve racconto del 1894 Fioritura di una strana orchidea di H. G. Wells
 l'autore introduce un insolito tema, quello della pianta-vampiro, l'idea geniale di Wells sta nel separarsi da quello che è lo stereotipo del Vampiro, dimostrando ancora una volta la capacità di spaziare con l'immaginazione, per creare qualcosa di completamente nuovo.
Nessuno sforzo di rappresentazione dei vampiri fu tanto influente e definitivo quanto quella del romanzo Dracula (1897), di Bram Stoker. La sua raffigurazione del vampirismo come malattia di contagiosa possessione demoniaca, con tanto di sottotemi quali il sesso, il sangue e la morte, colpì duramente l'Europa vittoriana, dove la tubercolosi e la sifilide erano malattie molto comuni. I tratti del vampiro descritti da Stoker si infiltrarono e dominarono il folclore tradizionale, creando la figura del vampiro moderno. Ispirandosi a opere come Il vampiro e Carmilla, Stoker iniziò a fare ricerche per il suo nuovo libro negli ultimi anni del XIX secolo leggendo The Land Beyond the Forest (1888) di Emily Gerard e altri libri sulla Transilvania e i vampiri. A Londra, un collega gli menzionò la storia di Vlad l'Impalatore, un "vampiro davvero esistito", e Stoker la incorporò nel suo libro. Il primo capitolo del libro venne omesso alla prima pubblicazione, nel 1897, ma fu poi stampato nel 1914 col titolo di Dracula's Guest, L'ospite di Dracula.
Uno dei primi libri di fantascienza sui vampiri fu il romanzo Io sono leggenda scritto da Richard Matheson nel 1954 e che fu di ispirazione per i film L'ultimo uomo della terra (1964), 1975: Occhi bianchi sul pianeta Terra (1971) e Io sono leggenda (2007).
Il XX secolo portò nuovi esempi di letteratura vampiresca, come la serie Black Dagger Brotherhood di J.R. Ward e altri libri popolarissimi tra gli adolescenti e giovani. Un fenomeno sempre più in espansione e popolare comprende una fusione di paranormale con romanzi d'amore o romanzi d'investigazione. La serie The Vampire Huntress Legend di Leslie Esdaile Banks, la serie di genere erotico Anita Blake: Vampire Hunter di Laurell K. Hamilton e la serie The Hollows di Kim Harrison rappresentano i vampiri da una prospettiva completamente nuova e in alcuni casi molto differente dalle leggende originarie.
L'ultima parte del XX secolo ha visto la nascita di numerose saghe sui vampiri. Qui, essi sono rappresentati come eroi o antieroi invece che come esseri malvagi. Queste caratteristiche vennero utilizzate dalla scrittrice Anne Rice nelle sue popolari e influenti Cronache dei vampiri (1976–2003). La serie Il diario del vampiro (1991–in corso) di L. J. Smith segue un triangolo amoroso tra un'umana e due fratelli vampiri. La serie The Last Vampire (in italiano L'Ultimo Vampiro, 1994-in corso) di Christopher Pike narra le vicende di una vampira di nome Sita, connettendosi alla mitologia dell'India e, in particolare, alla figura di Krishna. In questo caso, la natura dei vampiri è profondamente rivisitata: benché essi mantengano tratti tradizionali quali la quasi immortalità, l'eterna giovinezza e la sete di sangue, non possiedono poteri di metamorfosi e volo e non sono cadaveri risvegliati; essi, inoltre, non vengono danneggiati da aglio, acqua corrente e croci, benché provino una forte avversione per la luce solare e possano essere uccisi se danneggiati a sufficienza o trafitti al cuore. I vampiri della serie Twilight (2005–2008) scritta da Stephenie Meyer, infine, ignorano gli effetti dell'aglio e delle croci, e non sono danneggiati dalla luce del sole, che però rivela la loro identità soprannaturale.

## Cinema

Il protagonista di Nosferatu il vampiro

Dracula è il personaggio che appare in più film in assoluto, secondo solo a Sherlock Holmes, e ha ispirato numerosi film horror che trattano la sua storia solo indirettamente. Tra questi vi è il film muto tedesco Nosferatu il vampiro del 1922, diretto da Friedrich Wilhelm Murnau, che non ottenne il permesso di citare Dracula da parte della vedova di Stoker e dovette cambiare numerose parti del film. Il primo film sonoro sul Conte fu Dracula, lanciato dalla Universal nel 1931, con Bela Lugosi nel ruolo principale. Nel decennio a seguire, uno dei più considerevoli film sui vampiri fu La figlia di Dracula, nel 1936.
La leggenda del vampiro si cementò grazie alla produzione di una serie di film da parte della Hammer Film Productions, con Christopher Lee nel ruolo di Dracula. Il film Dracula il vampiro del 1958 divenne molto popolare e venne replicato in sette sequel. Lee recitò in cinque di questi e divenne famoso grazie a questo ruolo. Negli anni settanta, i film sui vampiri presentavano diversificazioni del personaggio, come ad esempio il vampiro di Count Yorga, Vampire (1970), il Conte africano Blacula (1972) e un remake di Nosferatu dal titolo Nosferatu, il principe della notte, con Klaus Kinski nel 1979. Numerosi film avevano come protagonista vampire femmine, spesso lesbiche, come nel film della Hammer Production The Vampire Lovers (1970), basato sulla figura di Carmilla.
Altri film ribaltarono le trame narrando di cacciatori di vampiri, come nel caso di Blade nella serie di film omonima e di Buffy Summers, protagonista del film Buffy l'ammazzavampiri del 1992. Altri film mostrano vampiri come protagonisti, come Miriam si sveglia a mezzanotte (1983), Intervista col vampiro (1994) e il suo indiretto sequel La regina dei dannati. Dracula di Bram Stoker del 1992 ebbe inizialmente un discreto successo, per poi diventare un film di culto del genere. L'aumento di interesse per le trame vampiresche portò alla creazione di film come Underworld, Van Helsing e il russo I guardiani della notte. Una serie sui vampiri nata di recente è quella della saga di Twilight, basata sui romanzi omonimi. Il film Daybreakers del 2010 esamina l'idea di vampirismo come malattia virale in un mondo dove i vampiri vivono una vita semi-normale bevendo sia caffè che sangue. Nel 2013 è andata in onda la nuova serie di vampiri  Chica vampiro , quest'ultimo non segue tanto il genere horror.

## Televisione
Sin dagli anni settanta, la televisione, ispirata dal successo del personaggio cinematografico, ha rappresentato il vampiro in numerose opere di genere fantasy. Un vampiro simile a Nosferatu apparve ne Le notti di Salem (1979), miniserie televisiva basata sull'omonimo romanzo di Stephen King. La serie televisiva Kolchak: The Night Stalker (1974-75) prodotta da Dan Curtis narrava di Carl Kolchakhunting, un giornalista che si mette sulle tracce di un serial killer (poi scopresi vampiro) sulle strade di Las Vegas.
Il film di poco successo Buffy l'ammazzavampiri del 1992 fu trasformato nell'omonima serie televisiva di culto che andò in onda tra il 1997 e il 2003. La protagonista, Buffy Summers (Sarah Michelle Gellar), è una ragazza californiana a cui viene affidato il compito di cacciatrice di demoni, vampiri e altre forze del male. La serie approccia il tema fantasy a quello del teen drama, facendo del vampiro un personaggio sempre più presente nelle produzioni per giovani e adolescenti. Dalla serie nacque inoltre uno spin-off, Angel (1999-2004), con David Boreanaz nel ruolo del protagonista vampiro. La serie Moonlight (2007) vede come protagonista Mick St. John, un detective vampirizzato dalla secolare moglie. Nel 2004 venne invece prodotto un remake della miniserie Le notti di Salem dal titolo Salem's Lot. La serie Supernatural, sebbene non tratti esclusivamente di vampirismo, ha dedicato alcuni episodi all'argomento, descrivendo i vampiri come creature notturne che possono essere uccise esclusivamente con la decapitazione. In un'occasione, la figura del vampiro è stata omaggiata in un episodio pariodistico, in cui un mutaforma, volendo rappresentare personalmente alcuni dei "grandi mostri", si finge tra gli altri un vampiro solitario in stile draculiano in cerca di moglie. La serie canadese Blood Ties (2007-2008) andò in onda per due stagioni trattando delle indagini di Nicki Nelson, detective privata che si ritrova testimone di eventi soprannaturali e delle vicende del vampiro Henry Fitzroy, un figlio illegittimo di Enrico VIII d'Inghilterra.
La continua popolarità del tema vampiresco è stato attribuito alla combinazione di due fattori: la rappresentazione della sessualità e del perenne timore della morte. Testimone del primo fattore è la popolarità della serie True Blood, considerata splatter per scene di sesso esplicito e violenza. La serie, ambientata nel sud degli Stati Uniti, vede la comunità dei vampiri co-esistere con quella degli umani, grazie all'invenzione di una bevanda a base di sangue. Dal 2009 viene prodotta la serie di grande successo The Vampire Diaries, basata sulla saga letteraria Il diario del vampiro. Nella serie, i due protagonisti vampiri Damon e Stefan possono camminare sotto la luce del sole grazie a speciali anelli e mangiare e bere come esseri umani. Anche da The Vampire Diaries è nato uno spin-off, The Originals, che vede per protagonisti i vampiri originali Klaus, Rebekah e Elia.

## Fumetti

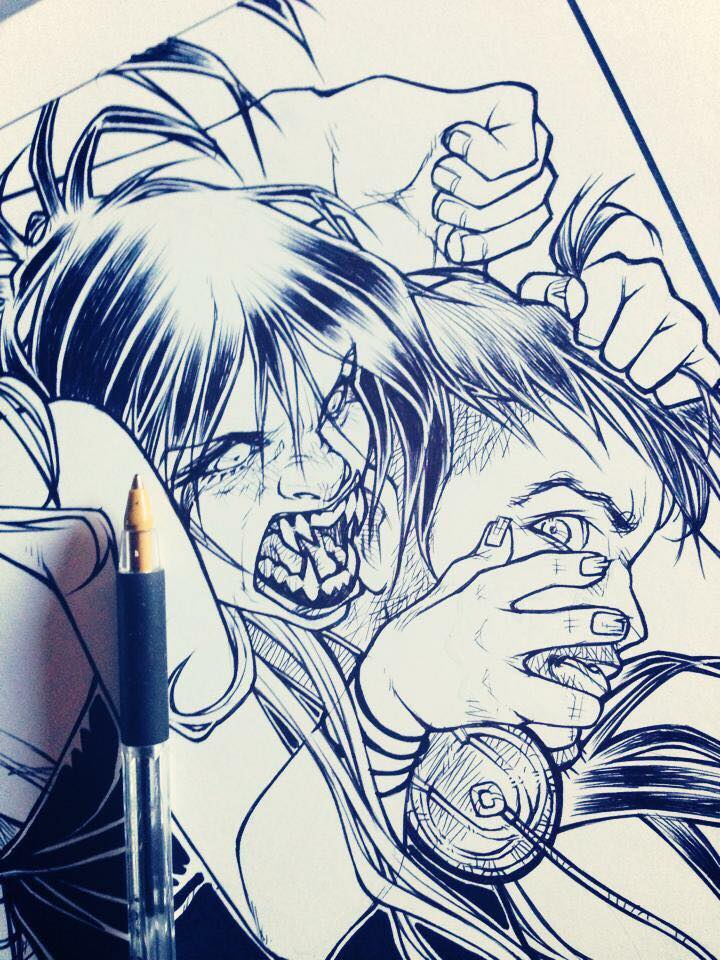
Una tavola dal fumetto Rigel

Oltre alla letteratura, anche il mondo del fumetto si è interessato al mito del vampiro. A farla da padrone rimane il personaggio di Dracula di Bram Stoker. L'artista italiano Guido Crepax ne fa ad esempio una personale interpretazione in Conte Dracula, mentre è la Marvel Comics a pubblicare la serie "The Tomb Of Dracula", tradotta in Italia prima dall'editoriale Corno sulle serie Gli albi dei supereroi e Dracula, poi dalla Star Comics nella miniserie di sei numeri La tomba di Dracula. Pubblicata in Italia dalla Comic Art, la Marvel ha rappresentato l'universo del Dr. Michael Morbius, un atipico vampiro vivente, e di Blade (protagonista anche dell'omonimo film), divenuto cacciatore per vendicare la morte della madre, morsa da una vampiro mentre era incinta di lui. In casa DC Comics la serie più importante sui vampiri è stata Crimson di Humberto Ramos, in cui il protagonista vampiro è predestinato a salvare il mondo dal giorno del giudizio e viene perciò ostacolato da tutta una lunga serie di nemici, primi fra tutti i draghi ed i licantropi. Altri fumetti minori sono La maledizione di Dracula (Dark Horse), lo Spawn di Todd McFarlane e la Lady Death (Chaos Comics di Brian Pulido).
Uno dei fumetti più venduti di produzione italiana è Dampyr, serie creata da Mauro Boselli e Maurizio Colombo, che narra la storia di Harlan Draka, figlio di un arcivampiro e di una donna umana che lotta per liberare il mondo dal dominio segreto di questi esseri. In realtà i vampiri di Dampyr (denominati nella serie Maestri della Notte) sono presentati come creature venute da un'altra dimensione, e più che essere presentati come mostri sanguinari, essi appaiono come astuti e spregiudicati calcolatori, abili a nascondersi dietro le quinte del potere per il controllo segreto del pianeta.
Un altro fumetto italiano che saltuariamente ha trattato di vampiri è Dylan Dog, il celebre indagatore dell'incubo creato da Tiziano Sclavi. Sebbene la sua serie non sia incentrata interamente sull'argomento, in alcuni albi sono raccolte rivisitazioni del genere. Si possono citare ad esempio le Notti di caccia e Il marchio del vampiro (sceneggiati da Pasquale Ruju e realizzati graficamente da Nicola Mari), che mostrano il vampiro come allegoria dell'essere umano, e Polvere di stelle, che presenta invece i vampiri in veste simile a quella delle divinità greche.
Nelle avventure di Zagor, fumetto italiano creato da Guido Nolitta, è inoltre comparso più volte il personaggio del vampiro Bela Rakosi, seguito successivamente dalla vampira Ylenia Varga.
Anche nella serie Martin Mystère appaiono occasionalmente dei vampiri. In particolare nella storia Un vampiro a New York (albi n. 13 e 14 del 1983) l'argomento è trattato con un taglio più nozionistico tipico della testata, precorrendo in parte le tematiche di Dylan Dog. Nell'universo narrativo della serie i vampiri sarebbero il risultato delle variazioni genetiche seguenti alla catastrofe che distrusse le progredite civiltà di Atlantide e Mu, come narrato nell'albo gigante n. 3 Gli Uomini in nero (ottobre 1997).
L'esponente più noto del genere erotico è Vampirella, ideata nel 1969 da Forrest J. Ackerman e proposto dalla Warren Publications e, in anni recenti, dalla Harris Comics. Proveniente da un altro pianeta, è costretta, per sopravvivere, a nutrirsi del sangue umano. Nel 1969 in Italia esordiva Jacula, con collane come Il Vampiro, I Notturni e I Sanguinari, mentre gli anni settanta portano alla luce personaggi come Zora la vampira (protagonista dell'omonimo film) e Sukia. Infine Yra, una serie dai toni fantasy, narra di una fanciulla che diventa vampira ad opera di una strega. L'etichetta Vertigo della DC Comics rappresentò in passato il personaggio Swamp Thing e più recentemente il vampiro Cassidy nella serie Preacher creata Ennis e Dillon. Altri fumetti italiani che hanno anche solo trattato temi vampireschi sono: Nathan Never, Legs Weaver, Gregory Hunter, Dampyr, Tre Allegri Ragazzi Morti (fumetto horror di Davide Toffolo) e i 4 volumi di Rigel (Elena de' Grimani e Fabrizio Palmieri). Nei fumetti Disneyiani PKNA PK - Pikappa appaiono gli evroniani, creature extraterrestri che si nutrono di linfa vitale.
Nel fumetto Vampire Hunter D, il protagonista D è un Dumpyre, ovvero un ibrido tra vampiro e umano che si suppone sia inoltre figlio del prima vampiro, Dracula. Il protagonista del manga Hellsing è Alucard ("Dracula" scritto al contrario), un vampiro di incredibile potenza, sottoposto (apparentemente volontariamente) agli ordini di Lady Hellsing, una donna a capo di un'organizzazione che si occupa di controllare ed eventualmente sterminare gli elementi occulti che sfuggono all'equilibrio del mondo. Lo shōjo manga per ragazze Vampire Knight narra la storia di Yuuki Cross, studentessa nella scuola del padre adottivo, dove di giorno vengono svolte le normali lezioni per gli studenti umani, mentre di notte quelle per i vampiri. Insieme a suo fratello adottivo, Yuuki svolge il lavoro di Guardians, difendendo la segretezza dei compagni vampiri.
Vampire kisses è un manga che tratta anch'esso di vampiri. Tratto dall'omonimo romanzo di Ellen Schriber, è disegnato da Rem.
La coprotagonista del manga Rosario + Vampire, Moka Akashiya , è una vampira . La serie stessa include diversi vampiri
Durante la prima serie de Le bizzarre avventure di JoJo, Phantom Blood, l'antagonista principale Dio Brando utilizza la maschera di pietra per trasformarsi in un essere superiore, e usa la maschera per riportare in vita vari personaggi come zombie . Questo essere superiore non è altro che un vampiro, dato che chiunque venga trasformato dalla maschera diventa più forte assorbendo il sangue dalle loro vittime, e a meno che non venga usata la Pietra Rossa di Aja , che sarà il fulcro della seconda stagione, Battle Tendency, si rimane vulnerabili alla luce solare.

## Giochi di ruolo
Il gioco di ruolo Vampiri: la masquerade è stato influente nella fiction vampiresca moderna, diffondendo elementi caratteristici e nuovi termini specifici (come abbraccio e sire).

## Videogiochi
Altri popolari giochi di ruolo sui vampiri sono ad esempio Castlevania, un'estensione del romanzo Dracula di Bram Stoker, Vampire Night, Vampyr e Legacy of Kain. I vampiri appaiono sporadicamente in altri giochi come The Elder Scrolls IV: Oblivion e principalmente nel suo seguito The Elder Scrolls V: Skyrim, dove un personaggio può essere afflitto da emofilia porfirica. Quest'ultimo possiede un DLC chiamato "Dawnguard" dove i principali antagonisti sono vampiri e bisogna sconfiggerli per impedire che attuino il loro piano di conquista. Nel gioco di ruolo online Vindictus i vampiri sono abilissimi spadaccini, hanno le sembianze di uno scheletro ed indossano abiti eleganti e sono, presumibilmente, morti resuscitati; Sono alti e slanciati e ghignano in continuazione. Sono presenti anche nella saga videoludica The Witcher: nel terzo capitolo, in The Witcher 3: Wild Hunt c'è l'espansione Blood and Wine incentrata principalmente sui vampiri.

## Elenco delle opere

### Cinema
- Le manoir du diable, regia di Georges Méliès (1896)
- The Vampire of the Coast (1909)
- Vampyrdanserinden, regia di August Blom (1912)
- Vampym (1912)
- The Vampire, regia di Robert Vignola (1913)
- In the Grip of the Vampire (1913)
- La torre dei vampiri, regia di Gino Zaccaria (1913)
- La comtesse noire, regia di René Leprince e Ferdinand Zecca (1913)
- The Vampire's Trail, regia di Robert Vignola e T. Hayes Hunter (1914)
- Vampire of the Night (1914)
- Saved from the Vampire, regia di Dell Henderson (1915)
- Les Vampires, regia di Louis Feuillade (1915)
- The Vampire's Clutch (1915)
- The Vampire of the Desert, regia di Charles L. Gaskill (1915)
- Was She a Vampire?, regia di Albert W. Hale (1915)
- Mister Vampire, regia di Francis Ford (1915)
- The Vampire, regia di Louise Gasnier e George B. Seitz (1915)
- The Kiss of a Vampire (1916)
- The Village Vampire, regia di Edwin Frazee (1916)
- A Vampire Out of Work, regia di S. Rankin Drew (1916)
- A Night of Horror, regia di Arthur Robison (1916)
- The Beloved Vampire (1917)
- The Vampie (1920)
- Drakula, regia di Karoly Lajthay (1921)
- Nosferatu una sinfonia dell'orrore, regia di Friedrich Wilhelm Murnau (1922)
- The Vampire of Warsaw, regia di Wiktor Bieganski (1925)
- Il fantasma del castello (London after Midnight), regia di Tod Browning (1927)
- Die Zwölfte Stunde. Eine Nacht des Grauens, regia di Waldemar Roger (1930)
- Dracula, regia di Tod Browning (1931)
- Drácula, regia di George Melford (1931)
- Vampyr - Il vampiro, regia di Carl Theodor Dreyer (1932)
- Il vampiro (The Vampire Bat), regia di Frank Strayer (1933)
- Mark of the Vampire, regia di Tod Browning (1935)
- Condemned to live, regia di Frank Strayer (1935)
- La figlia di Dracula, regia di Lambert Hillyer (1936)
- Il ritorno del Dottor X, regia di Vincent Sberman (1939)
- Notti di terrore, regia di Jean Yarbrough (1940)
- Spooks Run Wild, regia di Phil Rosen (1941)
- Il corpo scomparso, regia di Wallace Fox (1942)
- Il figlio di Dracula, regia di Robert Siodmak (1943)
- Il vampiro (Dead Men Walk), regia di Sam Newfield (1943)
- Il ritorno del vampiro, regia di Lew Landers (1943)
- Al di là del mistero, regia di Erle C. Kenton (1944)
- La casa degli orrori, regia di Erle C. Kenton (1945)
- Il vampiro dell'isola, regia di Mark Robson (1945)
- The Vampire's Ghost, regia di Lesley Selander (1945)
- Devil Bat's Daughter, regia di Frank Wisbar (1946)
- The Face of Marble, regia di William Beaudine (1946)
- Valley of the Zombies, regia di Philip Ford (1946)
- Il cervello di Frankenstein, regia di Charles Barton (1948)
- Mother Riley Meets the Vampire, regia di John Gilling (1951)
- La cosa da un altro mondo, regia di Christian Nyby (1951)
- Dracula in Istanbul, regia di Mehmet Muktar (1953)
- Il vampiro del pianeta rosso, regia di Roger Corman (1956)
- La stirpe dei Vampiri, regia di Fernando Mendez (1956)
- Plan 9 from Outer Space, regia di Edward D. Wood Jr. (1956)
- Prigionieri dell'eternità, regia di Laslie Kardos (1957)
- Il vampiro (The Vampire), regia di Paul Landres (1957)
- Blood of Dracula, regia di Herbert L. Strock (1957)
- I vampiri, regia di Mario Bava e Riccardo Freda (1957)
- Dracula il vampiro, regia di Terence Fisher (1958)
- Per favore non mordermi sul collo, regia di Roman Polański (1967)
- Um Sohno de Vampiros, regia di Ibere Cavalcanti e Rubén W. Cavalloti (1968)
- Il conte Dracula, regia di Jesús Franco (1969)
- Vampyros Lesbos, regia di Jesús Franco (1970)
- La fille de Dracula, regia di Jesús Franco (1972)
- Nosferatu, principe della notte, regia di Werner Herzog (1978)
- Dracula, regia di Frank Langella (1979)
- Miriam si sveglia a mezzanotte, regia di Tony Scott (1983)
- Ammazzavampiri, regia di Tom Holland (1985)
- Space Vampires, regia di Tobe Hooper (1985)
- Nosferatu a Venezia, regia di Augusto Caminito e Luigi Cozzi (1986)
- Vamp, regia di Richard Wenk (1986)
- Il buio si avvicina, regia di Kathryn Bigelow (1987)
- Ragazzi perduti, regia di Joel Schumacher (1987)
- Scooby-Doo e il lupo mannaro (1988)
- Ammazzavampiri 2, regia di Tommy Lee Wallace (1989)
- Stress da vampiro, regia di Robert Bierman (1989)
- Dracula di Bram Stoker, regia di Francis Ford Coppola (1992)
- Buffy l'ammazzavampiri, regia di Fran Rubel Kuzui (1992)
- Amore all'ultimo morso, regia di John Landis (1993)
- Nightmare Before Christmas (1993)
- Intervista col vampiro, regia di Neil Jordan (1994)
- Vampiro a Brooklyn, regia di Wes Craven (1995)
- The Addiction, regia di Abel Ferrara (1995)
- Dracula morto e contento (1995)
- Dal tramonto all'alba, regia di Robert Rodriguez (1996)
- Blade, regia di Stephen Norrington (1998)
- Vampires, regia di John Carpenter (1998)
- Vampire Blues, regia di Jesús Franco (1999)
- L'ombra del vampiro, regia di E. Elias Merhige (2000)
- Il mio amico vampiro, regia di Uli Edel (2000)
- Chi ha paura...? (2000)
- Vampire Junction, regia di Jesús Franco (2001)
- Blade II, regia di Guillermo del Toro (2002)
- Il cacciatore delle tenebre, regia di Tommy Lee Wallace (2002)
- La regina dei dannati, regia di Michael Rymer (2002)
- Underworld, regia di Len Wiseman (2003)
- Blade: Trinity, regia di David S. Goyer (2004)
- Van Helsing, regia di Stephen Sommers (2004)
- Van Helsing - Dracula's Revenge  (2004)
- Underworld: Evolution, regia di Len Wiseman (2005)
- Batman contro Dracula (2005)
- Monster Hotel (2005)
- Bram Stoker's Dracula's Curse (2006)
- Perfect Creature, regia di Glenn Standring (2006)
- Frostbiten, regia di Anders Banke (2006)
- 30 giorni di buio, regia di David Slade (2007)
- La setta delle tenebre, regia di Sebastian Gutierrez (2007)
- Twilight, regia di Catherine Hardwicke (2008)
- The Vampire's Dance, regia di Bart Aikens (2008)
- Lasciami entrare, regia di Tomas Alfredson (2008)
- Lesbian Vampire Killers, regia di Phil Claydon (2009)
- Last Night - Morte nella notte, regia di Richard Crudo (2009)
- The Twilight Saga: New Moon, regia di Chris Weitz (2009)
- Daybreakers - L'ultimo vampiro, regia di Michael Spierig e Peter Spierig (2009)
- Aiuto vampiro, regia di Paul Weitz (2010)
- The Twilight Saga: Eclipse, regia di David Slade (2010)
- Blood Story (Let Me In), regia di Matt Reeves (2010)
- Dylan Dog, regia di Kevin Munroe (2011)
- Little Deaths, regia di Sean Hogan, Andrew Parkinson e Simon Rumley, episodio House and Home (2011)
- Fright Night - Il vampiro della porta accanto (Fright Night), regia di Craig Gillespie (2011)
- The Twilight Saga: Breaking Dawn - Parte 1, regia di Bill Condon (2011)
- The Twilight Saga: Breaking Dawn - Parte 2 (2012)
- Dracula 3D, regia di Dario Argento (2012)
- Hotel Transylvania (2012)
- Dracula Untold (2014)
- Hotel Transylvania 2 (2015)
- Hotel Transylvania 3 (2018)
- Hotel Transylvania - Uno scambio mostruoso (2022)

### Televisione
- Le notti di Salem, miniserie (1979)
- Kolchak: The Night Stalker, serie televisiva (1974-75)
- Conte Dacula, serie televisiva (1988-1993)
- Buffy l'ammazzavampiri, serie televisiva (1997-2003)
- Angel, serie televisiva (1999-2004)
- Salem's Lot, miniserie (2004)
- Blade - La serie, serie televisiva (2006)
- Moonlight, serie televisiva (2007)
- Scuola di vampiri, serie televisiva (2007)
- Blood Ties, serie televisiva (2007-2008)
- True Blood, serie televisiva (2008-in corso)
- Being Human, serie televisiva (2009-2013)
- The Vampire Diaries, serie televisiva (2009-in corso)
- The Gates - Dietro il cancello, serie televisiva (2010)
- The Originals, serie televisiva (2013-in corso)